# Myckelmossasjön
Myckelmossasjön är en sjö i Finspångs kommun och Norrköpings kommun i Östergötland och ingår i Nyköpingsåns huvudavrinningsområde. Sjön är 10,5 meter djup, har en yta på 0,829 kvadratkilometer och befinner sig 63,1 meter över havet. Sjön avvattnas av vattendraget Magnehulteån (Venån).

## Delavrinningsområde
Myckelmossasjön ingår i det delavrinningsområde (651794-151615) som SMHI kallar för Utloppet av Myckelmossasjön. Medelhöjden är 92 meter över havet och ytan är 37,52 kvadratkilometer. Det finns inga avrinningsområden uppströms utan avrinningsområdet är högsta punkten. Magnehulteån (Venån) som avvattnar avrinningsområdet har biflödesordning 3, vilket innebär att vattnet flödar genom totalt 3 vattendrag innan det når havet efter 121 kilometer. Avrinningsområdet består mestadels av skog (84 procent). Avrinningsområdet har 3,03 kvadratkilometer vattenytor vilket ger det en sjöprocent på 8,1 procent.